# Ermida da Boa Nova (Angra do Heroísmo)

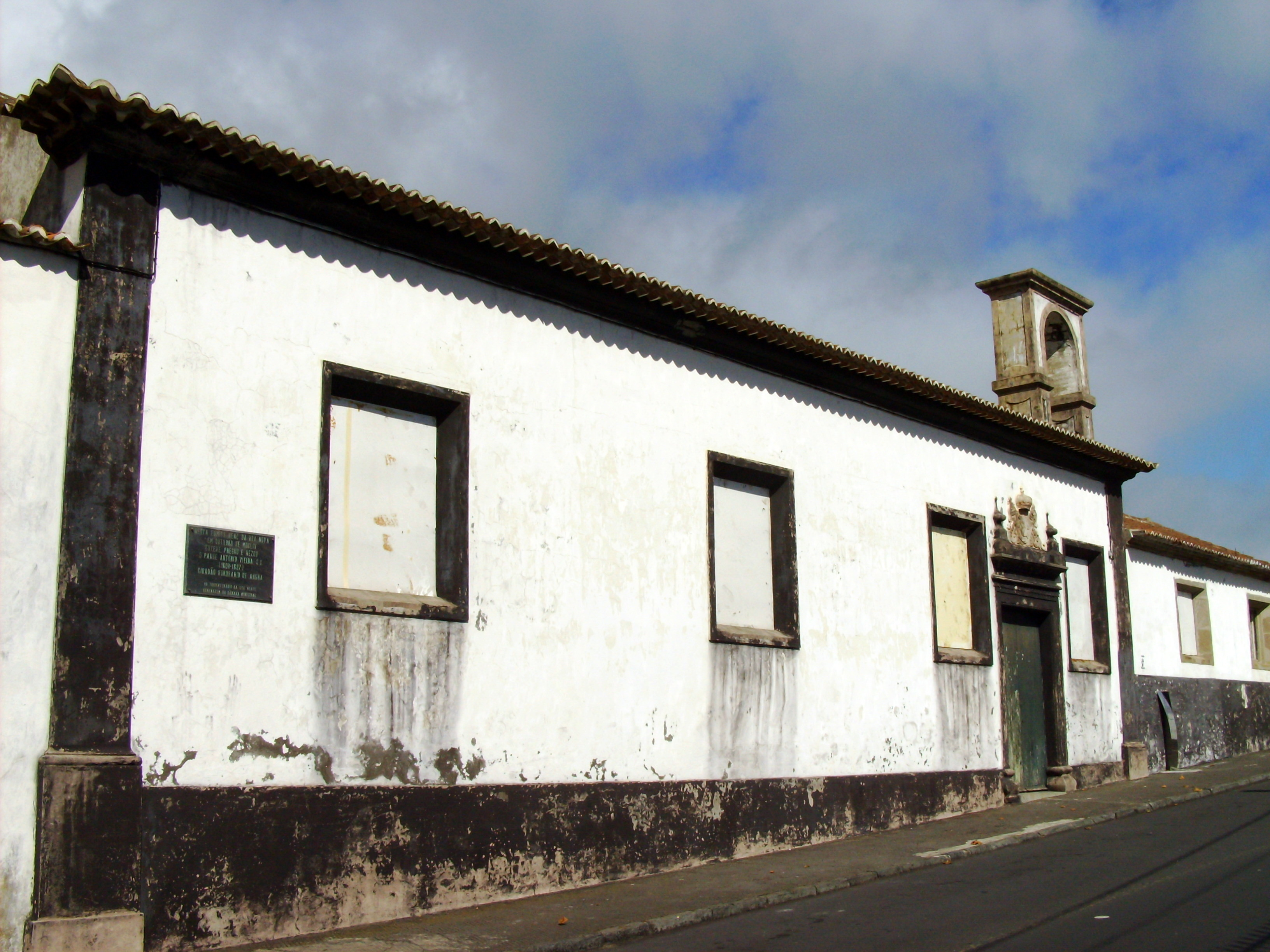
Ermida da Boa Nova, Angra do Heroísmo.

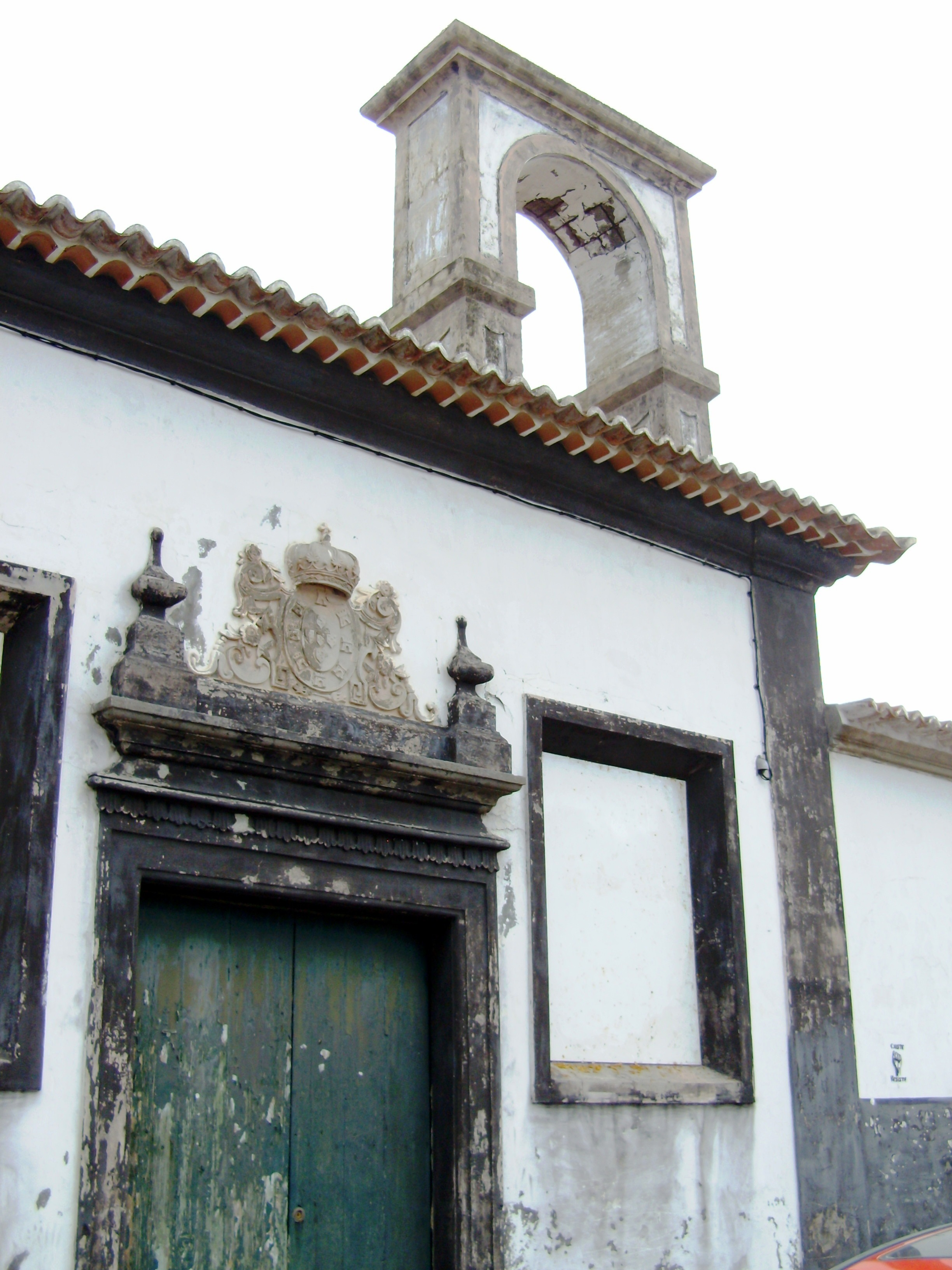
Ermida da Boa Nova, Angra do Heroísmo: portada.

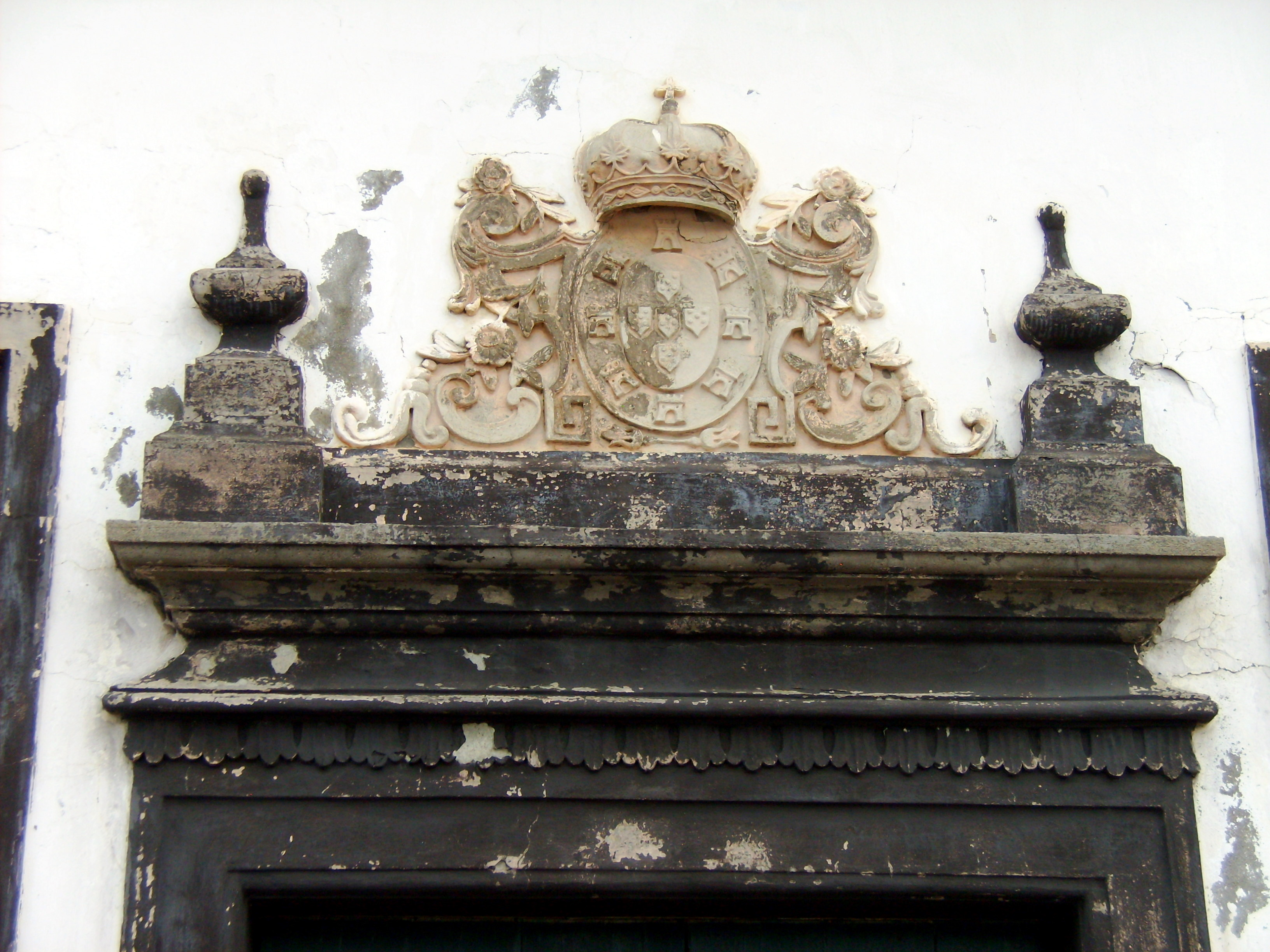
Ermida da Boa Nova, Angra do Heroísmo: pedra de armas sobre a portada.

A Ermida da Boa Nova localiza-se no centro histórico de Angra do Heroísmo, na ilha Terceira, nos Açores.

## História
Remonta à capela do Hospital da Boa Nova, erguido à época da Dinastia Filipina para o atendimento à guarnição castelhana na ilha, nomeadamente na Fortaleza de São João Baptista.
No contexto da Guerra da Restauração, quando das operações de cerco ao castelo, aqui se travaram renhidos combates entre os terceirenses e os espanhóis, nos quais se destacou o Capitão João de Ávila, então presidente da Câmara Municipal de Angra. Como reforço às gentes de Angra, uniram-se-lhes as da Praia da Vitória, como assinala Frei Diogo das Chagas, que referiu:
"Chegados os nossos [soldados restauradores] com o capitão maior da jurisdição da Praia a quinta-feira de endoenças à cidade, apertaram com os castelhanos que na Boa Nova estavam fortificados, de modo que com perda de alguns e muitos feridos lhe fizeram dar as costas, e recolher para o castelo, ficando senhores da Ermida e posto, sendo nisto o que mais se avantajou o Capitão Belchior Machado de Lemos [comandante da Praia]".
De acordo com os historiadores, foi nesta ermida que se realizaram as conferências de paz entre os terceirenses e os castelhanos, a fim de que estes entregassem o castelo. Entretanto, delas nada resultou durante muito tempo, pelo que os combates continuaram com maior intensidade, bombardeando o inimigo, com frequência, a cidade.
No dia 2 de julho de 1641 houve acordo para que viessem do castelo com reféns à Ermida da Boa Nova o tenente João Hernandes, e o alferes D. Pedro Ortiz de Melo; e que da parte da cidade fossem o tenente Sebastião Cardoso Machado, e o capitão Tomé Correia da Costa. E sendo com efeito juntos na dita ermida, entre as suas e nossas trincheiras, foram lidas as ordens de Sua Majestade, e expostas as mercês que ao mestre de campo D. Álvaro, a seu tenente, e alferes oferecia, entregando-lhe o castelo.
O historiador Dr. Alfredo da Silva Sampaio, informa que esta ermida tinha Santíssimo Sacramento, e que nela funcionou uma confraria, cujos rendimentos passaram à Ordem de Cristo depois da guerra da Restauração. De acordo com o mesmo autor, em 24 de Fevereiro de 1642, foi vista pelo povo rodeava a ermida, a bandeira branca içada no mastro da fortaleza, soltando então imediatamente o grito de boa nova, e com esta denominação ficou sendo chamado o local e a ermida.
Poucos anos mais tarde, em outubro de 1654, aqui esteve e pregou o padre António Vieira. De acordo com Gervásio Lima a ermida também foi conhecida como de Nossa Senhora do Terço, devoção instituída em Angra por aquele religioso. Francisco Ferreira Drummond em seus "Anais da Ilha Terceira", refere um trágico episódio ocorrido na ocasião:
"(...) consta-nos que achando-se este padre na ermida da Boa Nova, e um grande concurso de povo ao terço que ele ensinava pela primeira vez, se lhe cantasse, certo mancebo travara no adro algumas razões descompostas por um presbítero do hábito de São Pedro, e rugindo aquele para dentro da ermida, lá mesmo junto do altar, cruelmente o foi o mau clérigo atravessar com uma faca, de modo que logo faleceu."
No século XVIII aqui foi sepultado o padre Manuel Luís Maldonado, capelão da Fortaleza de São João Batista e autor da "Fenix Angrence", assim como os soldados espanhóis João Monroy e Alonso Martins, após terem sido garroteados, em virtude da sentença que contra eles foi lavrada pelo Licenciado António da Rocha Faria, sentença de igual modo cominada ao capitão Felipe Espínola, mas cujo corpo foi sepultado no Convento da Graça.
José Joaquim Pinheiro informa:
"Esta formosa ermida, que sempre pertenceu ao castelo principal de Angra, antigamente estavam no espiritual a cargo do 2° capelão da praça, que residia na casa que lhe fica contígua na parte ocidental. Este capelão nela celebrava missa quotidianamente, e administrava os divinos sacramentos aos doentes do hospital militar."
Foi ainda nesta ermida que alguns civis permaneceram na noite do dia 2 de Abril de 1821, quando os revoltosos chefiados pelo ex-capitão General Francisco António de Araújo e Azevedo se dirigiram à Fortaleza de São João Batista para a ocupar, intentando um levante de carácter liberal, logo gorada.
Profanada no contexto da Guerra Civil Portuguesa (1828-1834) aqui funcionou, de 1832 a 1835, a primeira tipografia dos Açores, enviada da Inglaterra pelo marquês de Palmela, e que teve como compositor o emigrado portuense, Sargento-ajudante do batalhão de Voluntários da Rainha, João de Sousa Ribeiro. Retirada dali a imprensa da Prefeitura ou do Governo, por determinação do prefeito Luís Pinto de Mendonça Arrais, barão de Valongo, e de alguns devotos, entre eles o mestre da Capela da Sé, padre Mateus Pereira, o mesmo Sousa Ribeiro e outros, de acordo com o governador da fortaleza, Joaquim Zeferino Sequeira, reconsagraram o templo em 1842, no qual aos domingos de tarde se rezava o Terço a Nossa Senhora, ficando dela encarregado o já dito João de Sousa Ribeiro, que sempre no mês de Outubro promovia ali com esplendor a festividade da Santa Virgem. Na sua última hora pediu aos seus filhos para continuarem a promover aquela festividade, estendendo-se esta devoção até aos seus netos paternos, Jácome de Sousa Ribeiro, e Manuel de Sousa Ribeiro, coadjuvando nela a seu pai, João de Sousa Ribeiro, que era o único filho do falecido protector que ainda existia em Angra.
No século XX, votada ao ostracismo em 1932, foi novamente reconsagrada em 1937, passando a ter a celebração de missas dominicais por iniciativa do comando Distrital da Legião Portuguesa. Posteriormente o imóvel foi utilizado como arrecadação militar.
Foi restaurarada na gestão do Dr. Manuel Coelho Batista Lima à frente da Câmara Municipal de Angra do Heroísmo entre 1959 e 1965.
Encontra-se classificada como Imóvel de Interesse Público pelo Decreto n.º 44 675, de 9 de novembro de 1962, classificação consumida por inclusão no conjunto classificado da Zona Central da Cidade de Angra do Heroísmo, conforme a Resolução n.º 41/80, de 11 de Junho, e artigo 10.º e alínea a) do artigo 57.º do Decreto Legislativo Regional n.º 29/2004/A, de 24 de Agosto.
O Núcleo de História Militar Manuel Coelho Baptista de Lima foi inaugurado em 25 de julho de 2016. Acolhe a coleção de militária do Museu de Angra do Heroísmo, em que estão representadas os três ramos das Forças Armadas, nacionais e estrangeiras, sendo o único museu militar português não integrado no Ministério da Defesa.